# Maqueronte
Maqueronte (forma tradicional en español de Machaerus, del griego Μαχαιρούς y derivado de μάχαιρα; en árabe ِقلة المشناقى Qalat el-Mishnaqa; en hebreo מכוור) es el nombre de una antigua fortaleza ubicada en la cumbre de una colina en la antigua Perea, en la actual Jordania. Se localiza en el pueblo jordano de Mukawir, en las montañas de Moab, al este del Mar Muerto y a unos 25 km al sudeste de la desembocadura del río Jordán. En ella tuvo lugar el encarcelamiento y la posterior ejecución de Juan el Bautista.

## Historia
La fortaleza de Maqueronte fue originalmente construida por el rey asmoneo Alejandro Janneo (104-78 a. C.) en torno al año 90 a. C. Fue destruida por Aulo Gabinio, general de Pompeyo, en el año 57 a. C., pero Herodes I el Grande la reconstruyó como puesto militar para defender sus territorios al este del Jordán en el año 30 a. C.
A la muerte de Herodes, la fortaleza pasó a manos de su hijo Herodes Antipas, que gobernó Perea y Galilea desde el 4 a. C. hasta el 39 d. C. Fue durante esta etapa cuando el predicador Juan el Bautista fue encarcelado y posteriormente decapitado por instigación de Salomé, hija de Herodías. Tras la muerte de Herodes Antipas, Maqueronte pasó a manos de Herodes Agripa I hasta su muerte en el año 44, a partir del cual la fortaleza fue defendida por una guarnición romana.
Tras el estallido de la primera guerra judeo-romana en el año 66, los judíos que habitaban la ciudad extramuros de la fortaleza tomaron el control de la misma tras pactar con la guarnición romana su entrega a cambio de su libre marcha. Poco después de la conquista del Herodión, el legado romano Lucilio Baso se dirigió hacia Maqueronte en el año 72 y la sometió a un asedio. Los judíos rebeldes expulsaron a los extranjeros, que posiblemente fueran nabateos, a la ciudad baja de la ladera norte y se refugiaron en la fortaleza, desde la cual efectuaban frecuentes e inesperadas salidas contra los romanos para impedir la paulatina construcción de una rampa. No obstante, los judíos capitularon antes de que comenzara el definitivo ataque romano, a diferencia de lo que ocurriría posteriormente en Masada. Según narra Flavio Josefo en La guerra de los judíos, la rendición se produjo por la captura del caudillo judío, un tal Eleazar, muy apreciado por los rebeldes; ante la amenaza de tortura y de crucifixión, los judíos accedieron finalmente a entregar la fortaleza a cambio de la vida de Eleazar y de que los romanos les dejaran partir libremente. Los extranjeros confinados en la ciudad baja, al no formar parte del acuerdo, trataron de huir por la noche, pero fueron denunciados por los judíos y hubieron de abrirse paso luchando contra los romanos; estos dieron muerte a 1700 hombres de los que habían quedado en la ciudad baja y esclavizaron a las mujeres y los niños. Respecto a los judíos, Baso decidió cumplir el acuerdo y les dejó marchar entregándoles a Eleazar, tras lo cual ordenó destruir la fortaleza, dejando sólo los cimientos. 

## Descripción
Flavio Josefo proporciona una detallada descripción de la fortaleza, ubicada en el extremo de la cumbre de una colina, que se eleva unos 1.100 metros sobre el nivel del mar Muerto (700 metros sobre el nivel del mar). Esta colina se encuentra rodeada en todos sus flancos por dos profundos uadis (Heidan-Mujib al sur y Zerqa Ma'in al norte, donde se ubican las aguas termales de Baara), que constituyen una defensa natural excepcional. Hacia el oeste se localiza la llanura costera oriental del Mar Muerto, cuya anchura es de unos 60 estadios (unos 11 km), mientras que al este las laderas caen abruptamente formado cortados de hasta 50 metros de altura.
Herodes I el Grande consideró que la fortaleza ocupaba un importante lugar estratégico debido a su posición cerca de Arabia, por lo cual aumentó las defensas de la misma construyendo un fuerte amurallado de 100 metros de longitud y 60 de anchura, con cuatro torres en los vértices de 27 metros de altura, así como un palacio dentro del área amurallada. Además construyó numerosas cisternas para almacenar el agua de lluvia, así como depósitos de armas y de alimentos como también hiciera en Masada. La fortaleza fue muy apreciada por Herodes por la existencia de manantiales cercanos, tanto de agua fría como de aguas termales (las aguas de Calírroe), debido a que le permitían aliviar sus dolencias renales y la gangrena de Fournier que podría haber padecido al final de sus días, según las interpretaciones médicas actuales.

## Excavación
La población situada en la llanura al este de la colina es conocida como Mukawir o Meqawer (en árabe مقاور). El lugar fue visitado en 1807 por el explorador Ulrich Jasper Seetzen, a quien el nombre del poblado le recordó el nombre griego de Machaerus. El duque de Luynes descubrió los restos de una iglesia bizantina entre las ruinas en 1864, que podrían corresponderse con la Machaberos de algunas fuentes canónicas. Giuseppe Ricciotti visitó el lugar en 1936, identificando con éxito el montículo revuelto de rocas apilado en la base noroccidental de la fortaleza con el inicio de la rampa de asedio romana.
Las excavaciones arqueológicas de Maqueronte comenzaron en 1968 bajo la dirección de Jerry Vardaman, perteneciente entonces al Seminario Teológico Baptista del Sur (Southern Baptist Theological Seminary) y más tarde director del Instituto Cobb de Arqueología de la Universidad Estatal de Misisipi. En 1973 el investigador alemán August Strobel identificó y estudió la muralla de circunvalación, los campamentos y las torres que los romanos erigieron alrededor de la fortaleza. Entre 1978 y 1981 se desarrollaron varias excavaciones conducidas por Virgilio Corbo, Stanislao Loffreda y Michele Piccirillo, del Instituto Bíblico Franciscano de Jerusalén. Posteriormente fueron reanudadas en 1991 y 1992, esta vez bajo la dirección del Ministerio de Turismo y Antigüedades jordano.
De las torres se han llegado a identificar los restos de tres de ellas, pero la destrucción que hicieron los romanos es tal que sólo ha podido encontrarse el umbral de una puerta por encima del nivel de arrasamiento. Dentro del área fortificada se encuentran las ruinas del palacio de Herodes, que incluiría varias habitaciones, un gran patio y un elaborado baño cuyo suelo todavía muestra restos de mosaicos. Más abajo de la ladera oriental existen otras murallas y torres, que podrían identificarse como la "ciudad baja" de la que habla Josefo. También se aprecian los restos del acueducto que, procedente del Este, conducía el agua de las cisternas a la fortaleza. Los restos cerámicos encontrados en el área indican una cronología de ocupación que abarca desde el periodo helenístico tardío hasta la época altoimperial romana; concretamente se señalan dos periodos de ocupación, denominados asmoneo (90-57 a. C.) y herodiano (30 a. C.-72 d. C.), con una efímera reocupación posterior a la conquista romana, que confirmaría el importante grado de destrucción de la fortaleza por el ejército de Baso.
Desde la primavera del 2014 se llevan realizando diversas actividades arqueológicas bajo la dirección del arqueólogo Győző Vörös al mando de un equipo conjunto húngaro-jordano, que incluyen la reconstrucción y recolocación mediante anastilosis de dos columnas, una dórica y otra jónica, localizadas en el posible palacio real; asimismo, en 2017 se anunció el hallazgo de un mikve o piscina ritual de grandes dimensiones y doce escalones. Otros hallazgos notables en la fortaleza son una cisterna de 18 metros de profundidad, monedas asmoneas y romanas, ostracas escritos en arameo y restos de la antigua muralla, que pudo alcanzar más de nueve metros de altura.